# Louis Legendre
Louis Legendre (Versalhes, 22 de maio de 1752 — Paris, 13 de dezembro de 1797) foi um político francês do período da Revolução.

## Atividades iniciais
Nascido em Versalhes, ele mantinha um açougue em Saint Germain, Paris, por volta de 1789. Ele foi um fervoroso defensor das idéias da Revolução e um líder da Tomada da Bastilha; amigo íntimo de Georges Danton, Legendre era membro do Clube Jacobino e um dos fundadores do Clube dos Cordeliers. Apesar de seus problemas de dicção e falta de educação, ele se tornou um orador notável.
Ele estava presente na multidão que exigia a remoção do rei Luís XVI no Campo de Marte em julho de 1791 (e durante o massacre subsequente ordenado por Jean Sylvain Bailly). Louis Legendre também participou do ataque de 10 de agosto ao Palácio das Tulherias (1792).
Foi alegado que na véspera da execução, em 20 de janeiro, ele apresentou uma moção na tribuna dos jacobinos para que o corpo do ex-rei fosse dividido em 84 pedaços para que se pudesse enviar um a cada um dos 84 departamentos do a República.

## Convenção e Terror
Adjunto do Sena departamento à Convenção Nacional, ele se juntou ao grupo não-afiliada liderada por Jean-Paul Marat, e votou a favor da execução de Luis XVI. Ele foi enviado em missões a Lyon (em fevereiro de 1793, antes da revolta da cidade) e ao Seine-Inférieure (de agosto a outubro de 1793). Ao retornar de Lyon, ele foi apontado como moderado pelos jacobinos, mas se tornou um adversário dos girondinos após confrontos com o conde Lanjuinais - como membro do Comitê de Segurança Geral durante o Reinado do Terror, ele contribuiu para a queda do grupo; ele foi excluído pelos Cordeliers depois que Jacques Hébert o acusou de favorecer Maximilien Robespierre.
Com Louis Louchet e Jean-François Delacroix , ele estava novamente em missão em Rouen e foi acusado por Hébert de apoiar os monarquistas. Legendre também apoiou Danton no início de março de 1794, mas acabou ficando do lado de Robespierre depois que este o ameaçou com a guilhotina.

## Reação e diretório
Daquele momento até julho, ele permaneceu inativo. Em 27 de julho, início da Reação Termidoriana, Legendre, após ter assinado seu nome na lista de palestrantes, teria perguntado a Jacques-Alexis Thuriot de la Rosière (um dos líderes do golpe): "Risque meu nome. Vou veja como fica". Como a queda de Robespierre parecia inevitável, Legendre apoiou a Reação e liderou as tropas contra golpes de Jacobinos e Charles Pichegru (1795).
Ele foi eleito presidente da Convenção e ajudou a provocar o impeachment de Jean-Baptiste Carrier, autor de execuções em massa por afogamento (noyades) de simpatizantes monarquistas. Ele foi posteriormente eleito membro do Conselho dos Antigos. Durante o Diretório Francês, Legendre foi eleito para o Conselho dos Quinhentos, mas já sofria de demência.

## Identidade errada

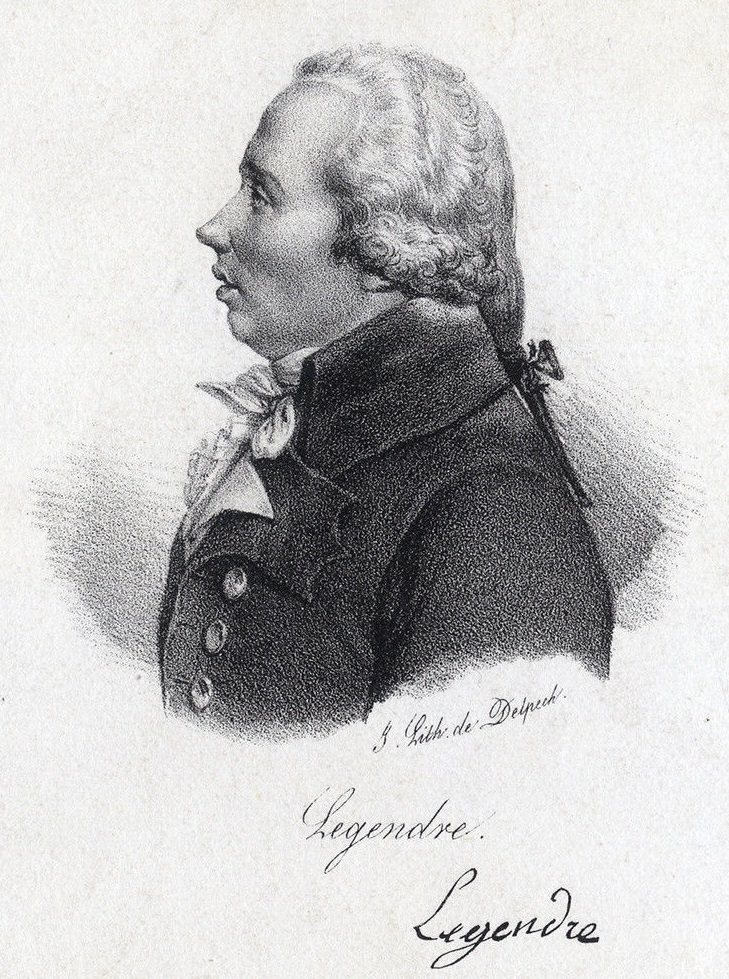
Adrien-Marie Legendre, matemático francês

Por dois séculos, até a recente descoberta do erro em 2005, livros, pinturas e artigos imprimiram incorretamente um retrato de Louis Legendre como o do matemático francês Adrien-Marie Legendre (1752-1833). O erro surgiu do fato de que o esboço foi rotulado simplesmente como "Legendre". O erro só foi corrigido quando um livro de 1820 contendo os esboços de setenta e três matemáticos franceses famosos foi descoberto em 2008.